# Dmosin (gromada)
Dmosin – dawna gromada, czyli najmniejsza jednostka podziału terytorialnego Polskiej Rzeczypospolitej Ludowej w latach 1954–1972.
Gromady, z gromadzkimi radami narodowymi (GRN) jako organami władzy najniższego stopnia na wsi, funkcjonowały od reformy reorganizującej administrację wiejską przeprowadzonej jesienią 1954 do momentu ich zniesienia z dniem 1 stycznia 1973, tym samym wypierając organizację gminną w latach 1954–1972.
Gromadę Dmosin siedzibą GRN w Dmosinie utworzono – jako jedną z 8759 gromad na obszarze Polski – w powiecie brzezińskim w woj. łódzkim, na mocy uchwały nr 29/54 WRN w Łodzi z dnia 4 października 1954. W skład jednostki weszły obszary dotychczasowych gromad Dmosin, Dmosin I, Dmosin II, Szczecin, Borki (z wyłączeniem wsi Wiesiołów), Grodzisk (z wyłączeniem wsi Janów), Osiny (z wyłączeniem ulicy Polnej i bloków kolonii mieszkaniowej Huta Józefów) i Ząbki (z wyłączeniem wsi Kraszew Wielki) ze zniesionej gminy Dmosin w powiecie brzezińskim oraz obszary dotychczasowych gromad Kałęczew i Zawady (z wyłączeniem wsi Florentynów) ze zniesionej gminy Antoniew w powiecie łowickim. Dla gromady ustalono 23 członków gromadzkiej rady narodowej.
1 stycznia 1958 do gromady Dmosin przyłączono wieś i kolonię Lubowidze, wieś Nagawki, kolonię Nagawki nr 1 i 2 oraz parcelację Nagawki z gromady Wola Cyrusowa w tymże powiecie.
31 grudnia 1959 do gromady Dmosin przyłączono kolonie Nagawki III i IV ze zniesionej gromady Wola Cyrusowa w powiecie brzezińskim oraz wieś Kuźmy ze znoszonej gromady Trzcianka w powiecie łowickim (woj. łódzkie).
31 grudnia 1961 do gromady Dmosin przyłączono obszar zniesionej gromady Nadolna.
1 lipca 1968 do gromady Dmosin włączono wieś Rozdzielna, wieś, osadę i parcelę Wiesiołów oraz wieś Zajrzew ze znoszonej gromady Lubianków w powiecie łowickim w tymże województwie.
Gromada przetrwała do końca 1972 roku, czyli do kolejnej reformy gminnej. 1 stycznia 1973 reaktywowano gminę Dmosin.